# Australian Shepherd
L'Australian Shepherd o cane da pastore australiano è una razza canina statunitense riconosciuta dalla FCI.

## Storia
Tra la fine dell'Ottocento e gli inizi del Novecento gli antenati di questo cane arrivarono negli Stati Uniti d'America occidentali subito dopo i pastori baschi. Tra i suoi antenati c'è il cane "Pastor vasco" (Euskal artzain txakurra) portato negli Stati Uniti d'America dai baschi, e lo Smithfield Drover, una razza non riconosciuta che pare derivi da un miscuglio di razze creato da pastori australiani. La razza prende il nome dall'Australia ma nasce e si sviluppa negli Stati Uniti. Nel 1957 viene fondata in Arizona l'A.S.C.A. (Australian Shepherd Club of America) e nel 1976 è adottato uno standard unificato.

## Descrizione
L'Australian Shepherd, a dispetto del nome,non arriva dall'Australia ma dagli Stati Uniti d'America. Sono cani molto intelligenti e agili, e possiedono velocità,  agilità nel salto,  e riescono a fare un salvataggio sulla neve o nell'acqua. Non è un cane molto alto, ma nelle gare di agility viene classificato nella categoria Large.
L'Australian Shepherd può nascere con una coda lunga, con una coda di qualche cm o nascere naturalmente senza coda, in quest'ultimo caso l'esemplare è detto NBT (natural bob tail) - (vedi anuri o brachiuri). In passato, in caso di cuccioli nati con una coda lunga, si procedeva all'amputazione; oggi questa pratica è severamente vietata dalla legge in diversi paesi. Il taglio della coda comporta l'impossibilità d'iscrizione a competizioni sportive o esposizioni in quei paesi in cui questo procedimento è vietato.
Fare accoppiamenti tra due NBT può portare gravi malformazioni.
I colori del mantello sono:
- nero (solido) / tricolor black
- marrone (solido) / tricolor red
- blue merle
- red merle

Sono considerate difetto grave tutte le diluizioni quale il sabbia (giallo), il blu (simil ardesia) e il lilac (violaceo).
Il bianco è ammesso sul collo (collare intero o parziale), petto, arti, parti inferiori del muso, lista sulla testa e può estendersi, a partire dalla regione inferiore, su fino a 10 cm, misurando da una linea orizzontale che passa dal gomito.
Il bianco sulla testa non deve predominare, e gli occhi devono essere completamente circondati da colore e pigmento. Orecchie e occhi non pigmentati possono portare problemi di sordità e cecità.
Caratteristica dei merle è diventare più scuri con l'età.

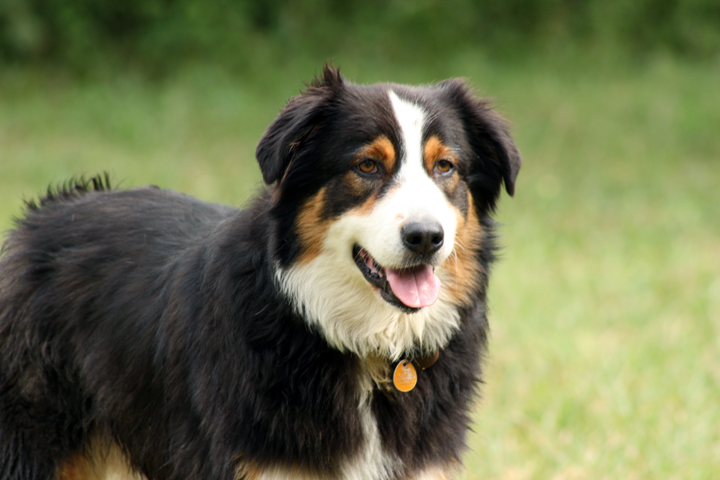
Black tricolor.
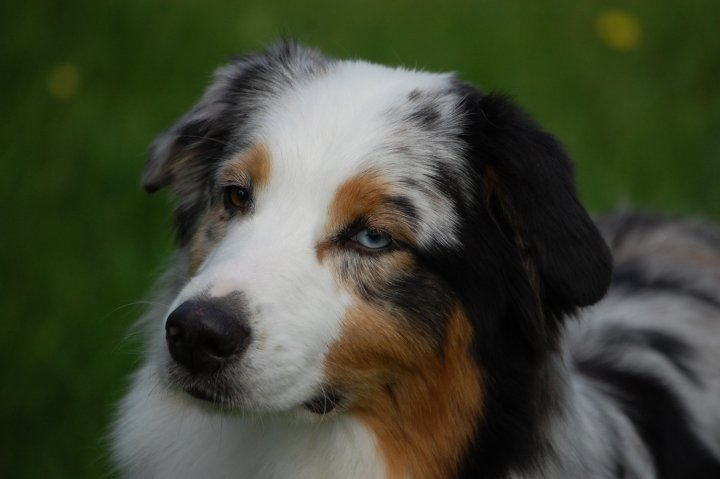
Blue merle.
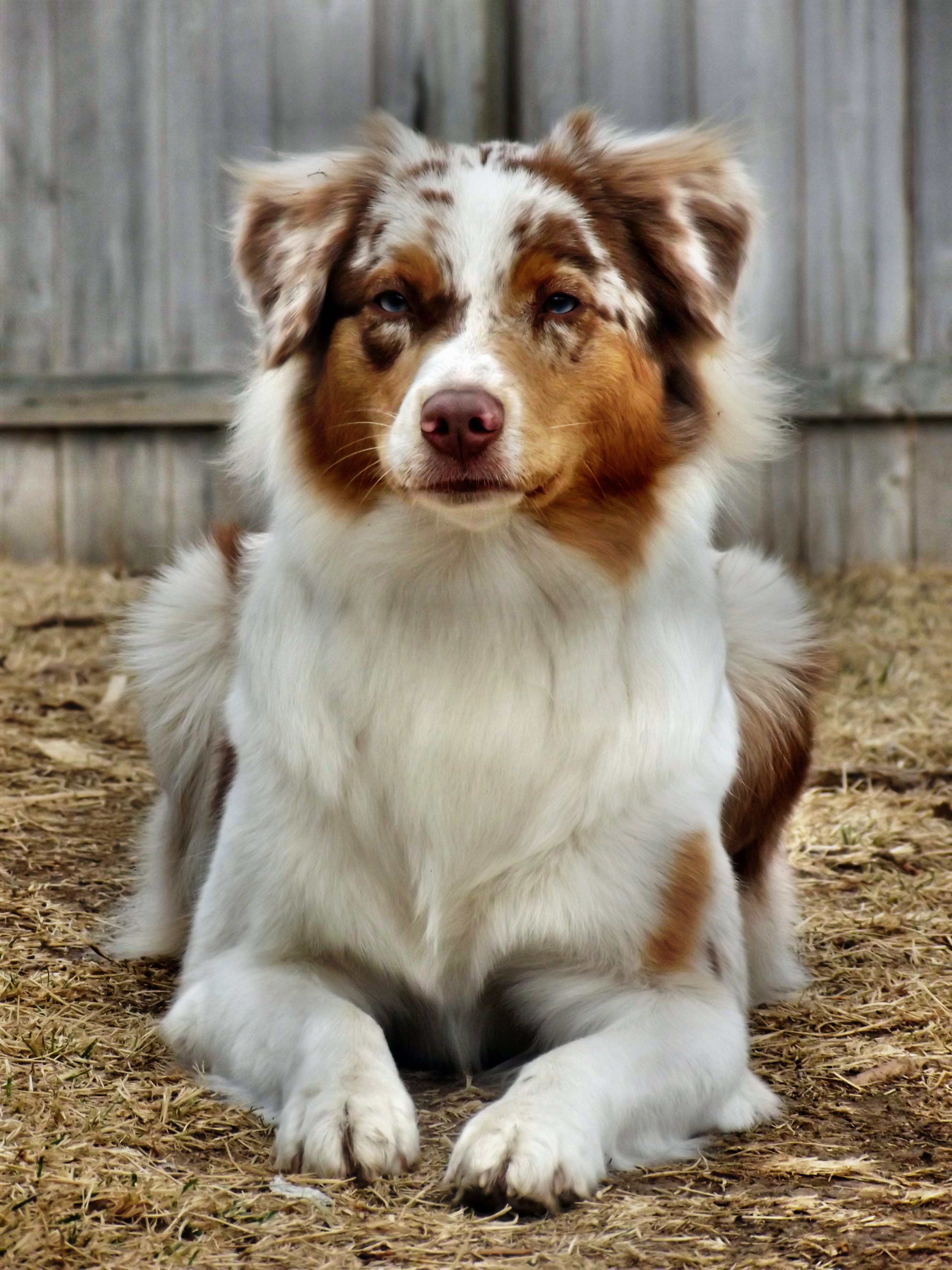
Red merle.

Il pelo è di media tessitura, da diritto a ondulato, resistente alle intemperie e di media lunghezza. Il sottopelo varia in quantità a seconda del clima.
Il pelo è corto e liscio sulla testa, orecchie, parte anteriore degli arti e sotto i garretti.
Posteriore degli anteriori e culottes sono moderatamente frangiati. C'è una moderata criniera e pettorina, più pronunciate nei maschi che nelle femmine
Gli occhi possono essere marroni, blu, ambra o qualsiasi variante o combinazione dei menzionati colori, incluso punteggiature e marmorizzazioni, l'eterocromia è comune nei merle ma è considerata in standard anche nei solidi (seppure sia rara).
Le orecchie sono triangolari e ben aderenti, non dritte. La testa è ben bilanciata con cranio cubico della stessa lunghezza del muso. La taglia per i maschi va dai 51 ai 58 centimetri al garrese, mentre per le femmine va dai 46 ai 53 centimetri.

## Carattere

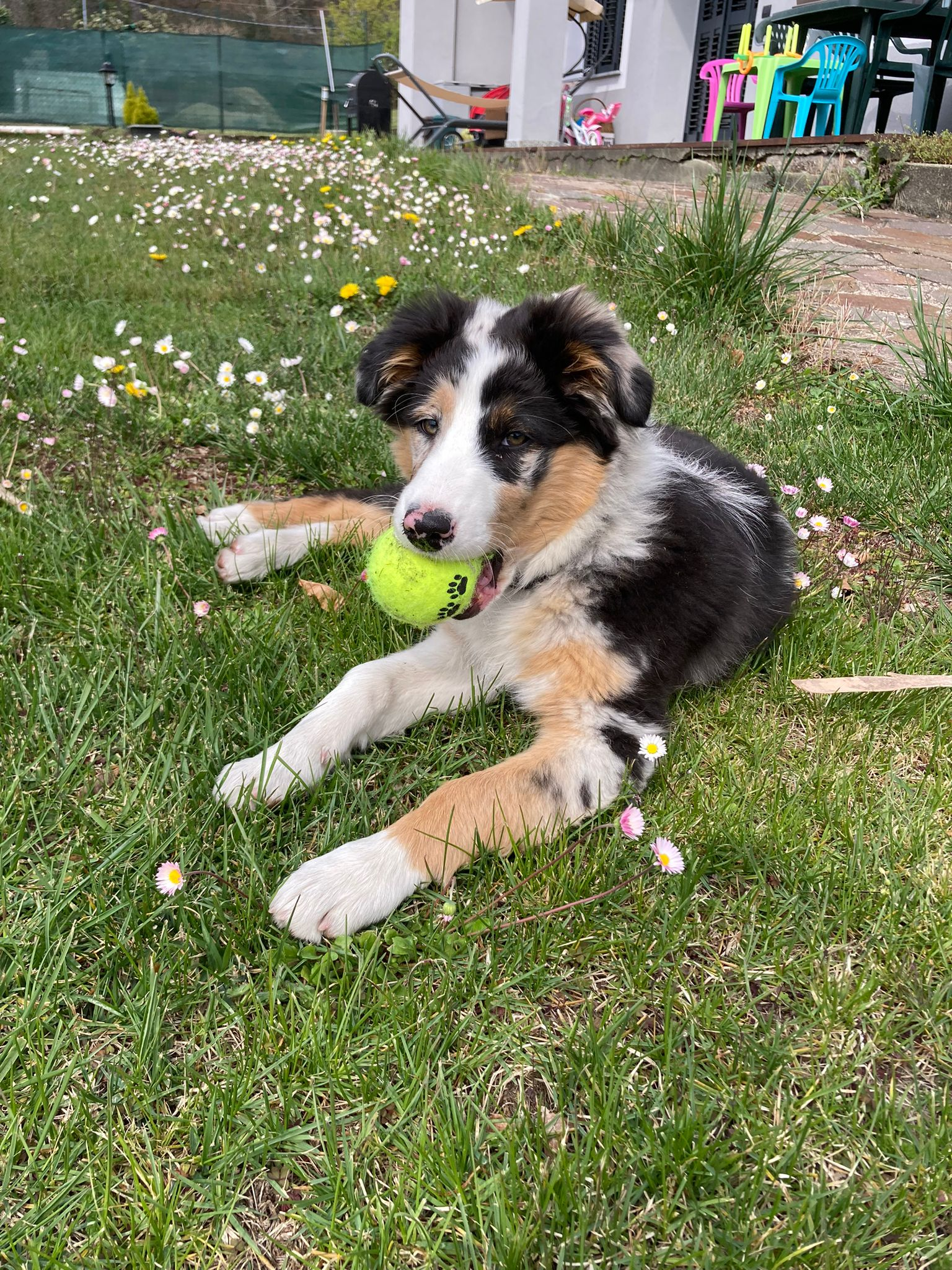
Cucciolo di Blue Merle

Anche se il carattere può variare da soggetto a soggetto, di solito si presenta di natura docile, è un prezioso cane da lavoro, da sempre molto apprezzato nella condotta delle greggi anche se della famiglia dei bovari. In America viene usato nella conduzione delle mandrie di bestiame. Grazie alle sue importanti ed evidenti doti di intelligenza, addestrabilità e agilità si dimostra anche ottimo cane sportivo, come pure pregevole coadiutore dell'uomo, ѕoprattutto come cane anti-droga, cane-guida per ciechi e da salvataggio. Ma l'Australian Shepherd dà anche prova di un grande attaccamento alla famiglia, fattore che lo fa apprezzare sempre più come simpatico e affettuoso amico di vita. È detto anche il "cane che sorride" per una sua particolare attitudine ad alzare le labbra mostrando i denti in quello che non dev'essere confuso per un ringhio. Raramente litigioso con altri cani, si può dire che sta volentieri con i suoi simili.
Tende ad avere un rapporto privilegiato con quello che lui identifica come "padrone". 
Generalmente predilige gli spazi e i luoghi in cui si trova il padrone.

## Cure
Particolare attenzione va inoltre posta ai farmaci ed antiparassitari, questa razza (come altri collie) può presentare una mutazione al gene mdr1 che la rende particolarmente sensibile ad alcune molecole farmacologiche. Le reazioni avverse sono gravi e possono portare alla morte dell'animale.
È un cane rustico che non richiede particolari cure. È sufficiente avere qualche semplice attenzione per il mantello e la salute in genere. Si raccomanda quindi semplicemente qualche spazzolata periodica, un po' di movimento e un controllo per quanto riguarda i parassiti esterni.
Risulta soggetto ad alcune malattie ereditarie, le più frequenti sono la displasia dell'anca, la displasia del gomito e l'oculopatia e dopo i 3 anni può presentarsi epilessia.
Accoppiare due soggetti merle (da intendere sia blue merle che red merle) è altamente sconsigliato e dannoso per i cuccioli.
In una cucciolata tra due cani merle, si avrà circa il 25% dei cuccioli tricolore, il 50% di cuccioli merle e il restante 25% di cuccioli avranno prevalenza di bianco o quasi completamente bianchi, con il tartufo, le mucose e il contorno degli occhi depigmentati. Questo tipo di colorazione è un gravissimo difetto di standard.
Oltre a tutto ciò che riguarda il fattore estetico e di standard, questo tipo di accoppiamento può riportare sulla maggior parte dei cuccioli gravi problemi di salute come: malformazioni all'apparato uditivo (che possono portare alla sordità), e gravi problemi al bulbo oculare che spesso portano alla cecità di uno od entrambi gli occhi, cioè soggetti Lethal White.

## Consigli
Data la sua indole, che lo ha fatto tanto apprezzare come cane conduttore, con i primi conoscenti potrà essere un po' schivo ed avrà bisogno di compagnia ogni minuto della sua vita: non è un cane indipendente. Bisogna assolutamente evitare di lasciarlo da solo in appartamento, perché potrebbe essere addirittura dannoso per la sua salute psicologica. Per ottenere il massimo dall'Australian Shepherd occorre fornirgli un'educazione coerente, perciò non è adattissimo come primo cane.
Considerata inoltre l'acuta intelligenza che caratterizza questa razza, propria dei cani da pastore, beneficia di attivazione mentale e fisica che può essere fatta con l'esercizio fisico e l'insegnamento di comandi tipici dell'obedience.

## Diffusione
Nel 2004 l'ENCI aveva contato l'iscrizione all'anagrafe canina di 163 cuccioli di Australian Sheperd. In poco meno di vent'anni questa cifra è aumentata esponenzialmente, arrivando a contare 4177 iscrizioni nel 2021 e registrando cifre di poco inferiori nel 2022 e nel 2023. Questo ha permesso al cane da pastore australiano di entrare nella top 20 delle razze canine più popolari in Italia nel periodo compreso tra il 2021 e il 2023.

## Adatto per...
- Agility Dog
- Fly ball
- Freestyle
- Protezione Personale
- Disc dog
- Velocità